# Carmela Gross
Carmela Gross (São Paulo, 16 de fevereiro de 1946) é artista plástica brasileira. Sua produção artística assinala um olhar incisivo e crítico sobre a cidade contemporânea em sua dimensão política e social. O eixo comum, para além da diversidade dos contextos e das propostas elaboradas, está na relação entre o trabalho de arte e a cidade. O conjunto de operações que envolvem desde a concepção do trabalho, passando pelo processo de produção, até a disposição no lugar de exibição enfatizam a relação dialética entre a obra e o espaço urbano,  entre a obra e o público/transeunte. 

## Ensino e Pesquisa
Carmela Gross completou sua graduação em Artes na Fundação Armando Álvares Penteado (1969), em um curso concebido pelo professor Flávio Motta a partir de sua proposta para um Curso para Formação de Professores de Desenho, que se fundamentava no desenho, entendido como projeto e construção de formas sociais de liberdade e emancipação. Seus primeiros trabalhos como educadora, frente aos desafios da arte-educação do final dos anos da década de 1960, são desenvolvidos em praças públicas, aos domingos, com a proposição de atividades plásticas para crianças (1966-1971, Praça Dom José Gaspar e Parque Ibirapuera, São Paulo); trabalhou entre 1968 e 1973 no Centro de Educação e Arte, escola de arte para crianças e para a formação de professores de arte, dirigida por Fanny Abramovich; deu aulas na Escola de Belas Artes de São Paulo (1971/72 e 1981/84) e na Universidade de São Paulo, no Departamento de Artes Plásticas (1972-2015), onde trabalhou como professora e formadora de artistas e pesquisadores. Em 1981 obteve o título de mestre e em 1987 o de doutora, ambos sob a orientação de Walter Zanini.

## Carreira artística
Gross pertence a uma geração de artistas que começa a trabalhar nos finais dos anos da década de 1960 e inícios dos setenta – anos de enfrentamento da censura e da violência de Estado promovidas pela ditadura militar no Brasil.
Neste período, Gross acompanha muitos artistas de sua geração, atuando coletivamente no espaço público, nas ruas e em espaços alternativos, promovendo manifestações que incluem a performance, o happening, o teatro, o vídeo e o cinema. A incorporação de práticas e elementos da vida cotidiana no âmbito da criação e o rompimento com as categorias tradicionais da arte, com o forte apelo por novas experimentações no âmbito estético, desencadeiam uma série de novas práticas fora dos museus e do circuito tradicional das artes.
São deste período o movimento Arte na Praça (aulas de desenho e pintura para crianças e adolescentes, oferecidas gratuitamente aos domingos, na praça Dom José Gaspar, em São Paulo), Bandeiras na praça (manifestação com bandeiras produzidas por um grupo de artistas na praça General Osório, no Rio de Janeiro), a intervenção Escada (1968) na periferia de São Paulo, e os trabalhos apresentados da X Bienal Internacional de São Paulo, em 1969: A Carga, Presunto, A Pedra e Barril (1969), criados a partir de materiais brutos e apropriados na cidade (colchões, lona de caminhão, barris, palha, plástico).
| Escada, 1968 | A Carga e Presunto, 1969 | A Carga, Barril e Presunto, 1969 | Presunto, 1969 |

Em 1969, a artista integrou a equipe de Paulo Mendes da Rocha, no projeto para o Pavilhão brasileiro na Feira Internacional de Osaka, Japão, juntamente com Flávio Motta, Marcelo Nitsche, Jorge Caron, Júlio Katinsky e Ruy Ohtake.
O caráter experimental e a relação com a cidade marcam profundamente o processo de trabalho de Gross. Os trabalhos procuram engendrar novas percepções artísticas que afirmam uma ação e um pensamento críticos e que trazem à tona a carga semântica do lugar, seja ele um espaço público, uma instituição ou o momento de uma exposição.
Entre os anos 1970 e 1980, seu trabalho desenvolve-se na investigação de materiais, técnicas e processos multimeios, suas combinações e seus diferentes modos de produção. O fio condutor destas operações é o desenho, entendido como traço, esboço e projeto, “marca dos gestos, dos pensamentos e dos processos que se solidificam na obra”. São deste período as séries de Carimbos (1978), os desenhos do Projeto para a construção de um céu (1981), Quasares (1983), e outros trabalhos feitos em diferentes suportes como out-doors, cópias heliográficas, xerox, videotexto, vídeo, entre outros.
| Carimbos, série Rabiscos, 1978 | Projeto para a construção de um céu, 1981 | Corpo de ideias, 1981 | Quasares, 1983 |

No final dos anos 1980, seu trabalho se desenvolve na pintura, em objetos tridimensionais e em pinturas-objeto, trabalhos que não são nem pinturas, nem esculturas – são objetos volumosos que se acoplam à superfície da parede ou ao chão, feitos de madeira pintada ou de alumínio fundido.
Nas décadas de 1990 e 2000, muitos de seus trabalhos ganham o espaço urbano. São instalações que se relacionam com a cidade pela escala e pela linguagem direta de materiais industriais, sendo freqüentemente abertas à participação ou interação do público. São deste período: Hélices (1993), Buracos (1994), A Negra (1997), Eu sou Dolores (2002), Hotel (2002), Aurora (2003), Uma casa (2007), Se Vende (2008), entre outros.
Gross já participou de oito edições da Bienal de São Paulo (em 1967, 1969, 1981, 1983, 1989, 1998, 2002 e 2021), duas edições do Arte/Cidade (em 1994 e 2002), duas edições da Bienal do Mercosul (em 2005 e 2020), além de Bienais Internacionais na Rússia, Nova Zelândia, Venezuela, Chile, Colômbia e Espanha.

## Exposições recentes
Em 2010, a Pinacoteca do Estado de São Paulo apresentou uma exposição retrospectiva da artista, intitulada Um corpo de ideias, curadoria de Ivo Mesquita, compreendendo um amplo espectro de sua produção, entre desenhos, objetos e instalações.  
Em 2016 o Museu da cidade realizou duas mostras simultâneas da artista, com curadoria de Douglas de Freitas, uma na Chácara Lane intitulada Arte à mão armada e outra na Capela do Morumbi. A primeira reuniu um conjunto significativo de obras, entre desenhos, fotos e documentos do arquivo da artista e mais a instalação Escada-escola; a segunda, realizou uma remontagem da instalação (Sem título), de 1992, que pertence ao acervo do Museu de Arte Contemporânea da USP.
Em 2019, o Farol Santander, em Porto Alegre, apresentou a exposição individual Roda Gigante, que contou com uma seleção de obras entre 1969 e 2019, e com duas instalações de grandes dimensões: Roda Gigante (que dá nome à exposição) e Real People Are Dangerous.
Em 2021, participou da 34º Bienal Internacional de São Paulo, com uma instalação de 160 monotipias intitulada Boca do Inferno.
Em 2023, realizou a mostra Carmela Gross: Carimbos, no Instituto de Arte Contemporânea - IAC, São Paulo. A mostra reunia os materiais do processo de trabalho, além de exemplares da série original, de 1978.
Em 2024, realizou a exposição Quase Circo, com curadoria de Paulo Miyada, no Sesc Pompeia. A mostra reuniu trabalhos de diferentes períodos da carreira da artista, entre 1990 e 2024, e duas obras inéditas: Bandeira Pivô e a instalação de grande dimensões Gato.

## Principais instalações
| Imagem | Descrição |
| ------ | --- |
|        | Buracos, 1994 Intervenção no espaço do antigo Matadouro Municipal de São Paulo, Projeto Arte-Cidade I, Secretaria de Cultura do Estado. A intervenção era constituída por 48 buracos, distribuídos regularmente no chão de um dos galpões, em uma área de aproximadamente 350m2. Os buracos tinham bordas irregulares, mas formatos e profundidades semelhantes. O arranjo dos buracos no chão, somado à baixa luminosidade do ambiente e às paredes em ruínas do edifício reverberavam o sentido de A Cidade Sem Janelas, título da exposição. |
|        | Hotel, 2002 Luminoso de 3 metros de altura e 15 metros de comprimento, feito de lâmpadas fluorescentes tubulares e estrutura metálica, instalado na parte externa, no alto do edifício da Bienal, por ocasião da XXV Bienal Internacional de São Paulo. As estrias luminosas das lâmpadas formavam a palavra HOTEL, um grande anúncio luminoso que podia ser visto de longe e que assinalava, em vermelho, um espaço de relações transitórias, provisórias. |
|        | Eu sou Dolores, 2002 Luminoso de 3 metros de altura e 25 metros de comprimento, instalado pela primeira vez em 2002, no antigo prédio do Sesc Belenzinho, por ocasião do Projeto Arte-Cidade Zona Leste. Em 2016, a instalação foi novamente apresentada na exposição Arte à mão armada, no Museu da cidade – Chácara Lane. A instalação era formada por estrutura metálica e lâmpadas tubulares vermelhas, organizadas de modo a formar a frase EU SOU DOLORES. Todo o enorme conjunto ocupava transversalmente uma das salas do edifício e extrapolava seus limites, deixando do lado de fora, a palavra EU. |
|        | Aurora, 2003 “A palavra AURORA foi inscrita na parede com lâmpadas tubulares que emitiam uma luz de tonalidade rosa-violeta. Pela extensão do conjunto e o grande número de lâmpadas, todo o ambiente ficava intensamente tingido de uma luz rosácea. Lembrava a claridade da manhã. Mas não se tratava de representar uma luminosidade. AURORA foi inscrito na parede também como assimilação da forma dos grafites de rua, daqueles que são feitos nos muros da cidade grande. Aurora é nome de mulher e é também nome de rua. Aurora, como alguém lembrou, também é o nome do navio que fez história na Rússia em 1917. Aurora é ária de ópera e já fez sucesso como marchinha carnavalesca.” |
|        | Carne, 2006 O ônibus-instalação fez parte do programa educativo Arte-Passageira do Centro Universitário Maria Antonia da USP, em São Paulo, durante o ano de 2006. O programa foi organizado pela equipe de educadores, que convidavam artistas para realizar intervenções em um ônibus. Este veículo seria o centro de atividades artísticas em escolas públicas de São Paulo. Para este programa, a artista conectou a ideia de carne ao ônibus. Para isto o veículo-máquina foi coberto inteiramente com muitas camadas de adesivo em vários tons de vermelho.. Mesmo com todas as peculiaridades de um ônibus, o veículo virou uma enorme “massa esponjosa” vermelha, na qual, dentro e fora, transparência e opacidade, porta, janela, capota, chão, teto e banco constituem uma unidade. No letreiro luminoso, indicativo do seu destino, lia-se a palavra CARNE.                                                                               |
|        | Sul, 2006 Luminoso com 200 m2, aproximadamente, montado pela primeira vez no hall central do Instituto Tomie Ohtake, fixado na estrutura metálica do teto. A partir do piso térreo, era possível olhar para cima e ler a palavra SUL, posicionada a uma altura de mais de sete metros acima do solo, construída por um conjunto de 255 lâmpadas fluorescentes brancas. Da parte superior, uma chuva de fios fluía para o chão, onde estavam os reatores. A disposição do trabalho no espaço produziu uma inversão: tinha que se olhar para cima, para um norte imaginário, para ler o SUL. |
|        | Se Vende, 2008 “SE VENDE parte, entre outras fontes, do letreiro Hollywood. A mesma tipologia para as letras, um arranjo quase desconjuntado, um enunciado... Mas, enquanto o monumento americano foi feito para ser visto de longe, de um certo lugar, como convém a um anúncio de vendas de terrenos, SE VENDE desenha-se numa perspectiva curta, rente, close, à queima-roupa, e... como não se refere a coisa alguma, abarca tudo, com o seu jeito de oráculo capitalista...” |
|        | Real people are dangerous, 2008 Esse trabalho foi concebido para ser construído em duas passarelas de pedestres, em ruas diferentes da cidade de Christchurch, na Nova Zelândia, por ocasião da exposição SCAPE 2008 Christchurch Biennial of Art in Public Space. Uma conteria a frase REAL PEOPLE e a outra, ARE DANGEROUS, ambas construídas com tubos de luz fluorescente vermelha. A descontinuidade espacial entre as duas partes da frase buscava abrir o sentido e suscitar múltiplas leituras. Por outro lado, quando lidas juntas e reunidas numa afirmação, a junção passava a refletir a retórica do medo que domina e controla muitos aspectos da vida contemporânea. Na época da Bienal em Christchurch, a segunda parte da frase “ARE DANGEROUS” foi interditada pelas autoridades locais. O trabalho só foi montado integralmente em 2019, na exposição Roda Gigante, no átrio do Farol Santander em Porto Alegre, Rio Grande do Sul. |
|        | Iluminuras, 2010 Intervenção na parte externa do edifício da Estação Pinacoteca, elaborada para a exposição retrospectiva Carmela Gross: um corpo de ideias, em 2010. A Estação Pinacoteca ocupa hoje o mesmo edifício que abrigou em outros tempos o DOPS (Departamento de Ordem Política e Social), órgão conhecido por encarcerar pessoas, submetendo-as a espancamentos e torturas até a morte, durante a ditadura militar (1964-1985). A instalação compreendia um conjunto de 76 sinalizadores giratórios amarelos, distribuídos linearmente ao redor de todo o edifício, uma espécie de cerco luminoso que evocava a memória dos trágicos acontecimentos ocorridos no edifício. |
|        | Escada-Escola, 2016 Intervenção realizada no Museu da Cidade - Chácara Lane, em São Paulo, por ocasião da exposição retrospectiva Carmela Gross: Arte à Mão Armada, entre setembro de 2016 a abril de 2017. Trata-se de uma escada metálica de dois lances, que funciona como traço de união entre o Museu e a Escola Gabriel Prestes, espaços vizinhos, mas habitualmente separadas por uma grade alta. Os dois lances, com nove degraus de cada lado, permitem o ir e vir das crianças e oferecem uma integração dos dois espaços. Para além da real ligação espacial, a escada se oferece para recompor a relação entre arte e educação. |
|        | Roda Gigante, 2019 Intervenção realizada no Farol Santander, Porto Alegre, RS, por ocasião da exposição de mesmo nome. Roda gigante é uma instalação especialmente projetada para o interior do Farol Santander em Porto Alegre. Trata-se de um conjunto de cerca de 300 objetos que foram colocados no piso do átrio principal do edifício. Cada um dos objetos foi amarrado com cordas no topo das colunas e balaústres do edifício. Assim, todo o vão livre foi ocupado pelas cordas entrecruzadas em várias direções, criando visualmente uma espécie de trama irregular de muitas cores e espessuras variadas. |
|        | Real People Are Dangerous, 2019 Intervenção realizada no Farol Santander, Porto Alegre, RS, por ocasião da exposição Carmela Gross: Roda Gigante. "No andar superior do palacete, uma outra instalação gigante, em escala urbana e disposta em duas grandes paredes, aguardava o visitante. Era constituída de dois grandes painéis de lâmpadas tubulares vermelhas, fixados no alto de paredes opostas, feito outdoors. (...) O visitante podia ler numa face lateral, em letras impositivas, REAL PEOPLE. E, quando girava o olhar rumo ao painel da parede oposta, a frase se completava, ganhando novo sentido – mas não o de oferta aberta a todos conforme a retórica habitual do comércio, e sim o de exclusão e condenação: ARE DANGEROUS." Excerto do texto Roda Gigante: Ensaio sobre o colapso, de Luiz Renato Martins. |
|        | Boca do Inferno, 2020 Trabalho apresentado na 34º Bienal de São Paulo. "Assim, pelo acúmulo de diferentes estágios de síntese e transferência, a artista formou um imenso painel de manchas convulsionadas, que em suas repetições e diferenças metabolizam a sua revolta ante o contexto brasileiro contemporâneo. É por esse sentido de desabafo e desaforo que Gross nomeia seu trabalho com a alcunha recebida no século 17 pelo poeta baiano Gregório de Matos. O trabalho foi realizado no Ateliê de Gravura da Fundação Iberê Camargo." Excerto do texto de Paulo Miyada, para o guia da Bienal. |
|        | Roda Gigante, 2019 / 2024 Instalação apresentada na exposição Carmela Gross: Quase Circo, Sesc Pompeia, São Paulo. "RODA GIGANTE é uma instalação composta por um conjunto de cerca de 320 objetos dispostos no chão. Cada um dos objetos é amarrado com cordas nas traves do telhado do galpão. Assim, o todo do ambiente aparece permeado pelas cordas entrecruzadas em várias direções, criando, visualmente, uma espécie de trama irregular de muitas cores e espessuras variadas. Foram escolhidos objetos fora de uso ou obsoletos…, que podem ser reconhecidos como fragmentos… brutos, de cor indefinida, rústicos, falsos, utensílios banais para trabalhos desvalorizados: baldes, tambores, fardos, peças mecânicas, contrapesos… em suma, uma monstruosa coleção de mercadorias." Texto da artista para o folder da exposição. |
|        | Gato, 2024 Instalação apresentada na exposição Carmela Gross: Quase Circo, Sesc Pompeia, São Paulo. "A ideia de criar esse trabalho veio de um desenho da Lina, em que as passarelas que ligam as torres dos blocos esportivos do Sesc Pompeia aparecem representadas à mão livre. No desenho, a arquiteta pintou com caneta colorida uma das passarelas em amarelo, outra em vermelho, outra em azul e a outra em verde – anotando ao lado as palavras que designam essas cores em italiano: giallo, rosso, blu e verde. Imaginei, então, tornar real aquilo que teria sido um esboço da arquiteta – tingir as passarelas de muitas cores vivas, para serem vistas a distância. Um anúncio!" Texto da artista para o folder da exposição. |

## Obras Permanentes
| Imagem | Descrição |
| ------ | --- |
|        | Terra, 2017 Museu Brasileiro de Escultura e Ecologia - MuBE, São Paulo, Brasil "Ao propor o luminoso TERRA, que ninguém poderia ler diretamente, eu quis trabalhar com a des-visibilidade do mundo, em contraposição à ideia de um mundo saturado de visibilidade, via imagens e mais imagens. De repente, se tem um trabalho que não é visível, do qual apenas se tem notícia, por ouvir dizer. E cada um tem que imaginar, pensar, supor ou desejar ver… Queria trabalhar a partir da ideia de desfazer um mundo positivado pela imagem. À noite, quando escurece, é possível ver só uma aura azul sobre a laje do museu." |
|        | Grande Hotel, 2017 Sesc 24 de maio, São Paulo, Brasil. "O Sesc 24 de Maio pode ser comparado a uma grande escavação a céu aberto, conduzida pela arqueologia clínica de Paulo Mendes da Rocha: a exposição de uma conexão nevrálgica do velho centro de São Paulo. O letreiro luminoso GRANDE HOTEL, instalado na praça de entrada do edifício, combina a descoberta de um sítio perdido com a evocação de uma promessa – a da cidade como o lugar maior de seus habitantes." |
|        | Cascata, 2006 Porto Alegre, Rio Grande do Sul, Brasil. "Conjunto de 16 lajes superpostas, apoiadas no talude da margem do rio Guaíba, em Porto Alegre. Os degraus têm formas semelhantes, mas suas medidas são variáveis. Sua disposição cria um movimento rítmico irregular que, ao se desenvolver, ora se distende, ora se contrai. O conjunto cria uma praça-anfiteatro, de costas para a avenida e de frente para o rio. Reorienta a cidade para o rio." |
|        | BleuJauneRougeRouge, 2004 Intervenção arquitetônica permanente na fachada e nos arredores do edifício da Escola René Binet, Paris, França "A escolha do mesmo conjunto de cores para a fachada e o pavimento buscava enfatizar a unidade do projeto, combinando o plano horizontal do caminhar, ativo e vivencial, e o plano vertical, visível a distância, fazendo da escola um signo coletivo, um marco de referência para os habitantes do bairro." No inverno de 2015, o trabalho foi demolido junto com partes do edifício para uma remodelação ampla de todo o conjunto escolar. |
|        | Fronteira, Fonte, Foz, 2001 Laguna, Santa Catarina, Brasil. "FRONTEIRA, FONTE, FOZ é o nome do trabalho para uma praça na cidade de Laguna, em Santa Catarina, realizado como parte do Projeto Fronteiras, organizado pelo Itaú Cultural. Sua forma triangular e alongada tem uma área aproximada de 1.600 m², toda pavimentada por pedras brancas e pretas. O mosaico português foi disposto segundo as linhas sinuosas de um desenho repetitivo que esboça uma figura. A justaposição das pedras, segundo o modo sistemático dos mosaicos, reconstitui o trabalho repetitivo que está na origem das marcas primordiais feitas pelo homem. Por sua vez, a ideia de praça como espaço aberto na cidade servirá sempre ao encontro, à passagem, à festa, à comemoração, ao protesto." |

## Obras em Coleções Públicas
- Acervo SESC de Arte Brasileira, São Paulo, Brasil[carece de fontes?]
- Biblioteca Luis Ángel Arango, Bogotá, Colômbia[carece de fontes?]
- Coleção de Arte da Cidade de São Paulo, Brasil[29]
- Coleção Instituto Figueiredo Ferraz, São Paulo, Brasil[carece de fontes?]
- Culturgest – Caixa Geral de Depósitos, Lisboa, Portugal[30]
- Fundação Padre Anchieta – Rádio e Televisão Cultura, São Paulo, Brasil[carece de fontes?]
- Museu de Arte Contemporânea da Universidade de São Paulo, Brasil[19]
- Museu de Arte Contemporânea de Campinas, São Paulo, Brasil[carece de fontes?]
- Museu de Arte de Brasília, DF, Brasil[carece de fontes?]
- Museu de Arte do Paraná, Curitiba, Brasil[carece de fontes?]
- Museu de Arte Moderna Aloísio Magalhães, Recife, Brasil[carece de fontes?]
- Museu de Arte Moderna de São Paulo, Brasil[carece de fontes?]
- Museum of Fine Arts, Houston, EUA[carece de fontes?]
- Museum of Modern Art, Nova York, EUA[carece de fontes?]
- Pinacoteca do Estado de São Paulo, Brasil[carece de fontes?]

### Escritos da artista
- GROSS, Carmela. Terreno baldio. Texto/ conversa com Paulo Miyada. São Paulo: Edições Sesc São Paulo, 2024.
- FREITAS, Douglas de (org.) Carmela Gross. Textos de Carmela Gross (coletânea), Clarissa Diniz, Luisa Duarte e Paulo Miyada. Rio de Janeiro: Cobogó, 2017.
- FREITAS, Douglas de (org.). Carmela Gross: arte à mão armada. São Paulo: Museu de Arte da Cidade – Chácara Lane/Rio de Janeiro: Endora Arte Produções, 2017.
- GROSS, Carmela. "As três margens". In: PEIXOTO, Nelson Brissac (Org.). Arte/Cidade I: a cidade sem janelas. São Paulo: Secretaria de Estado da Cultura / Ed. Marca D’Água, 1994, p. 45.
- GROSS, Carmela. "Depoimento (Statement)". In: PECCININI, Daisy V. M. (coord.). Objeto na arte: Brasil anos 60. São Paulo: Fundação Armando Álvares Penteado, 1978, p. 152.
- GROSS, Carmela. "Depoimento (Statement)". In: PECCININI, Daisy V. M. (Org.). Arte. Novos meios/multimeios: Brasil 70/80. São Paulo: Fundação Armando Álvares Penteado, 1985, pp. 237-238.
- GROSS, Carmela. "Escadas, relato de uma montagem". In: BOGÉA, Marta (org.). Carmela Gross: Escadas. Rio de Janeiro: Fundação Casa França-Brasil, 2013, pp. 11-15.
- GROSS, Carmela. "Um azul um amarelo dois vermelhos". In: Um azul um amarelo dois vermelhos. Brasília: Espaço Cultural Marcantonio Vilaça, 2004.
- GROSS, Carmela. Desenhos. São Paulo: Museu de Arte de São Paulo Assis Chateubriand, 1992.
- GROSS, Carmela. Quasares. São Paulo: Centro Cultural São Paulo/ Rio de Janeiro: Museu de Arte Moderna do Rio de Janeiro, 1983.

### Entrevistas
- BATISTA, Ana Luisa Dias. "Conversa com Carmela Gross: Entrevista". In: SALZSTEIN, Sônia; BANDEIRA, João (Org.). Historicidade e arte contemporânea. São Paulo: USP/ CEUMA, 2012. p. 50-67.
- FABRIS, Annateresa; COELHO, Teixeira. "Carmela Gross: entrevista". Revista Ar’te. São Paulo: Editora Max Limonad, n. 11, p. 24-29, 1984.
- FERREIRA, Glória et al. "Tornar real a realidade: Entrevista". Revista Arte & Ensaios. Rio de Janeiro: Programa de Pós Graduação em Artes Visuais/ Escola de Belas Artes - Universidade Federal do Rio de Janeiro, ano XII, n. 12, p. 7-17, 2005.
- LUCAS, Renata. "Carmela Gross: um arco no ar, entrevista". Revista D’Art. São Paulo: Centro Cultural São Paulo, n. 12, p. 10-15, 1998.
- SALZSTEIN, Sônia. "Entrevista". In: __________. Fronteiras. São Paulo: Itaú Cultural / Rio de Janeiro: Contra Capa, 2005. p. 97-117.

### Catálogos/ folders - exposições individuais
- AMARAL, Aracy. "Carmela Gross 1993: um olhar em perspectiva". In: Hélices. Rio de Janeiro: Museu de Arte Moderna, 1993.
- ANJOS. Moacir dos. "Projeto sem fim". In: Carmela Gross. Recife: Museu de Arte Moderna Aloísio Magalhães, 2003.
- BANDEIRA, João (coord.). Carmela Gross: Carne. Textos de Lorenzo Mammì, Rosa Iavelberg; Aline Caetano e Priscila Saschettin. São Paulo: Centro Universitário Maria Antonia, 2006.
- BELLUZZO, Ana Maria de Moraes. "Especulações". In: Feche a porta. São Paulo: Centro Cultural São Paulo, 1997.
- Carmela Gross: um corpo de ideias. Textos de Ivo Mesquita, Thaís Rivitti, Carla Zaccagnini, Marta Bogéa. São Paulo: Pinacoteca do Estado, 2011.
- DUARTE, Paulo Sergio. “Agora a palavra casa”. In: Uma Casa. São Paulo: Galeria de Arte Raquel Arnaud, 2007.
- DUARTE, Paulo Sérgio. "Três passagens em torno de uma instalação". In: Hotel Balsa. São Paulo: Galeria de Arte Raquel Arnaud, 2003. Folha dobrada.
- NAVES, Rodrigo. "A lâmina e os gumes". In: Pinturas. São Paulo: Galeria Luisa Strina, 1985.
- Roda Gigante. Textos de (Texts by) Paulo Miyada, André Severo, Edson Luiz André de Souza, Tânia Rivera. Porto Alegre: Farol Santander, 2019.
- SALZSTEIN, Sônia. "Desgaste, historicidade, e mudança". In: Facas. Rio de Janeiro: Centro Cultural Banco do Brasil; São Paulo: Museu de Arte Moderna, 1994/1995.
- SANTOSCOY, Paola. "La Carga". In: Carmela Gross: La Carga. Cidade do México: Universidad Nacional Autónoma de México, 2012.
- VISCONTI, Jacopo Crivelli. "(Some things) we talk about, when we talk about Carmela Gross". In: Carmela Gross: Fotograf/ The Photographer. Bratislava: Kunsthalle Bratislava, 2017.

### Catálogos/ folders - exposições coletivas
- 30X Bienal, Transformações na arte brasileira da 1a à 30a edição. São Paulo: Fundação Bienal de São Paulo, 2013.
- ALVES, José Francisco. "Os artistas do Vetor Transformações do Espaço Público: Carmela Gross". In: __________. Transformações do Espaço Público. Porto Alegre: Fundação Bienal de Artes Visuais do Mercosul, 2006, p. 44-53.
- AMARAL, Aracy. Arte e sociedade: uma relação polêmica. São Paulo: Itaú Cultural, 2003.
- AMARAL, Aracy. De Brasil: alquimias y processos. Carmela Gross, Marcos Coelho Benjamin, Artur Lescher, Vik Muniz. Bogotá: Biblioteca Luis Angel Arango, 1999.
- BELLUZZO, Ana Maria de Moraes. "Carmela Gross". In: BARROS, Stela Teixeira de (Org.). Catálogo de artistas brasileiros na 20ª Bienal Internacional de São Paulo. São Paulo: Ed. Marca D’Água, 1989. p. 58-59.
- CAVALCANTI, Lauro (Org.). Caminhos do contemporâneo 1952-2002. Rio de Janeiro: Editora Eventual, 2002. Rio de Janeiro, 2002, Paço Imperial.
- FAJARDO-HILL, Cecilia e GIUNTA, Andrea. RADICAL Women: Latin American Art, 1960-1985. Los Angeles: Hammer Museum and DelMonico Books/ Prestel, 2017.
- FERREIRA, Glória (Org.). Arte como Questão: Anos 70. São Paulo: Instituto Tomie Ohtake, 2009.
- FERREIRA, Glória; TERRA, Paula (Ed.). Situações: Arte Brasileira. Anos 70. Rio de Janeiro: Fundação Casa França-Brasil, 2000.
- GIBSON, Edith A. "Carmela Gross". In: RAMÍREZ, Mari Carmen (Ed.). Re-Aligning Vision: alternative currents in South American drawing. Austin: Archer M. Huntington Art Gallery/ The University of Texas at Austin, 1997, p. 164-165.
- LATIN American drawings today. San Diego: San Diego Museum of Arts, 1991.
- MILLIET, Maria Alice. "O que resta da noiva?" In: __________. Por que Duchamp? Leituras duchampianas por artistas e críticos brasileiros. São Paulo: Itaú Cultural / Paço das Artes, 1999, p. 32-41.
- MIYADA, Paulo (Org.). AI-5 50 anos: ainda não terminou de acabar/ AI-5 50 years: it still isn’t over yet. São Paulo: Instituto Tomie Ohtake, 2019.
- MONTGOMERY, Kate. "Carmela Gross". In: ERDEMCI, Fulya; MOSSMAN, Danae (Org.). Wandering lines: towards a new culture of space: SCAPE 2008 Christchurch Biennial of Art in Public Space. Christchurch: Art & Industry Biennial Trust, 2008, p. 66-71.
- O que faz você agora geração 60: jovem arte contemporânea revisitada. São Paulo: Museu de Arte Contemporânea da Universidade de São Paulo, 1992.
- OLIVETTI, Beatriz R. "Carmela Gross: An Uncanny Presence". In: RAMÍREZ, Mari Carmen (Ed.). Contingent Beauty: Contemporary Art from Latin America. Houston: The Museum of Fine Arts, Houston, 2015, p. 116-121.
- OS muitos e o um: arte contemporânea brasileira na coleção de Andrea e José Olympio Pereira. São Paulo: Instituto Tomie Ohtake: 2017.
- POLITICAS de la Diferencia – Arte Iberoamericano fin de siglo. Recife: Governo do Estado de Pernambuco - FUNDARPE / Valência: Consell General del Consorci de Museus de la Comunitat Valenciana, 2001/ Buenos Aires: Museo MALBA, 2002.
- Second Moscow Biennale of Contemporary Art: footnotes on geopolitics, market and amnesia. Moscow: Biennale Art Foundation / Art Star Books, 2007.
- TERRA, Paula. "Carmela Gross". In: EXPERIMENT Experiência: Art in Brazil 1958–2000. Oxford: Museum of Modern Art Oxford / São Paulo: BrasilConnects, 2001, p. 64-67.
- VISCONTI, Jacopo Crivelli; SILEO, Diego. BRASILE. Il Coltello Nella Carne. Milão: Silvana Editoriale, 2018.

### Livros
- GROSS, Carmela. Carimbos. Textos de Ricardo Resende, Luiz Renato Martins e Inês Katzenstein; tradução de Flora Nicotero, Eduardo Chaves, Kevin Kraus e Stephen Berg. São Paulo: Instituto de Arte Contemporânea (IAC), 2023.
- GROSS, Carmela e MARTINS, Luiz Renato. Roda gigante. São Paulo : Editora WMF Martins Fontes : Editora Circuito, 2021.
- AMARAL, Aracy. "Carmela Gross: um olhar em perspectiva". In: __________. Textos do Trópico de Capricórnio: artigos e ensaios (1980-2005) – vol. 3. São Paulo: Editora 34, 2006. p. 234-241.
- BELLUZZO, Ana Maria de Moraes. Carmela Gross. São Paulo: Cosac & Naify, 2000.
- CHIARELLI, Tadeu. "Carmela Gross na Galeria São Paulo". In:__________. Arte Internacional Brasileira. São Paulo: Lemos-Editorial, 1999. p. 197-199.
- DUARTE, Paulo Sérgio. "Carmela Gross: três passagens em torno de uma instalação". In: DUARTE, Luisa (Org.). Paulo Sérgio Duarte: a trilha da trama e outros textos sobre arte. Rio de Janeiro: FUNARTE, 2004. p. 147-151.
- DUARTE, Paulo Sergio. "Carmela Gross". In: __________. Arte Brasileira Contemporânea: um prelúdio. Rio de Janeiro: Silvia Roesler Edições de Arte, 2008, p. 108-111.
- DUARTE, Paulo Sergio. Anos 60: transformações da arte no Brasil. Rio de Janeiro: Campos Gerais, 1998.
- FARIAS, Agnaldo. "Carmela Gross". In: __________. Arte brasileira hoje. São Paulo: Publifolha, 2002. p.50-53.
- GONÇALVES FILHO, Antonio. "Carmela Gross expõe olhar a jogo ambíguo". In: __________. Primeira individual: 25 anos de crítica de arte. São Paulo: Cosac & Naify, 2009, p. 101-103.
- LEINER, Sheila. "Carmela Gross". In: __________. Arte como medida. São Paulo: Editora Perspectiva, 1982. p.159-161.
- MAMMI, Lorenzo. "Instantes e Movimentos: Carmela Gross e Iole de Freitas". In: __________. O que resta: arte e crítica de arte. São Paulo: Companhia das letras, 2012. p. 228-239.
- PECCININI, Daisy. Figurações Brasil anos 60: neofigurações fantáticas e neo-surrealismo, novo realismo e nova objetividade. São Paulo: Itaú Cultural / Edusp, 1999.
- PEIXOTO, Nelson Brissac. Intervenções urbanas: Arte/Cidade. São Paulo, Editora SENAC São Paulo: 2002. p. 44-47.
- VISCONTI, Jacopo C. "(Some things) we talk about when elaborating on Carmela Gross". In: LAB: 2014-2017. Bratislava: Slovenské centrum vizuálnych umení, Kunsthalle Bratislava, 2017, p. 219-220.
- ZANINI, Walter. História Geral da Arte no Brasil. São Paulo: Instituto Walther Moreira Salles, 1983.